# Heino (chanteur)
Pour le village néerlandais, voir Heino (Overijssel).
Heino, nom de scène de Heinz Georg Kramm, né le 13 décembre 1938 à Düsseldorf, est un chanteur allemand de musique populaire et traditionnelle de Schlager et de Volksmusik.

## Biographie
Il est reconnaissable grâce à ses lunettes de soleil devenues son image de marque.
En 2013, Heino renoue avec le succès populaire grâce à son album de reprises Mit freundlichen Gruessen qui lui permet d'être en tête des hit-parades allemands, ce qui pour Heino est une première dans sa carrière. Le 1er août 2013, lors du Wacken Open Air, Heino est invité par le groupe Rammstein à l'accompagner sur le titre Sonne dont il avait fait une reprise dans son album.
Actuellement il réside à Bad Münstereifel avec sa troisième épouse Hannelore, où tous deux tiennent un café très populaire.

### Famille
Heino a été marie trois fois au cours de sa vie, une première fois, entre juin 1959 et 1962, avec Henriette Kramm, avec qui il a un enfant, Uwe, né en 1960, puis avec Lilo Dahmen de 1965 à 1978. Il se marie finalement avec Hannelore Auer en avril 1979. Il a également une fille en 1968, issue d'une relation extra-conjugale, Petra, qui se suicide en 2003.

## Apparitions dans des séries télévisées
- Lugners Die, dans l’épisode du 9 mars 2009 où il interprète : La Montanara
- Tohuwabohu (1992-1995)
- Op. (Opossum) 21 en 1995 où il interprète : Wir wollen Terre zu ausfahren
- Kapitel 8 en 1992 où il interprète : Karamba, Karacho, ein Whisky

## Discographie (plus grands succès)
- Jenseits des Tales (1966)
- Wenn die bunten Fahnen wehen (1967)
- Wir lieben die Stürme (1968)
- Zu der Ponderosa reiten wir (1968)
- Bergvagabunden (1969)
- Wenn die Kraniche zieh'n (1969)
- Karamba, Karacho, ein Whisky (1969)
- In einer Bar in Mexico (1970)
- Hey Capello (1970)
- Mohikana Shalali (1971)
- Blau blüht der Enzian (1972)
- Carneval in Rio (1972)
- Tampico (1973)
- La Montanara (1973)
- Edelweiß (1973)
- Schwarzbraun ist die Haselnuss
- Das Polenmädchen (1974)
- Die schwarze Barbara (1975)
- Komm in meinen Wigwam (1976)
- Die schönsten deutschen Heimat- und Vaterlandslieder (1980)

## Animation
- 2015 : Deutschland sucht den Superstar : juge